# 자연보전지역
자연보전지역(自然保全地域, 영어: nature reserve)은 식물상, 동물상, 지질학적 또는 다른 특별한 가치가 있는 기념물의 중요성을 인정하여 보존 관리와 연구의 기회를 제공하기 위해 설정한 보호 지역을 말한다. 일부 국가에서 천연보호구역은 정부 기관에 의해 지정되기도 하며, 국적과는 관계 없이 자선 행위나 연구 기관과 같은 개인 토지소유자가 지정하기도 한다. 자연보호구역은 지방 법규에서 제공하는 보호 단계에 따라 서로 다른 IUCN(세계자연보전연맹) 보호 지역의 범주로 나뉜다.

## 역사

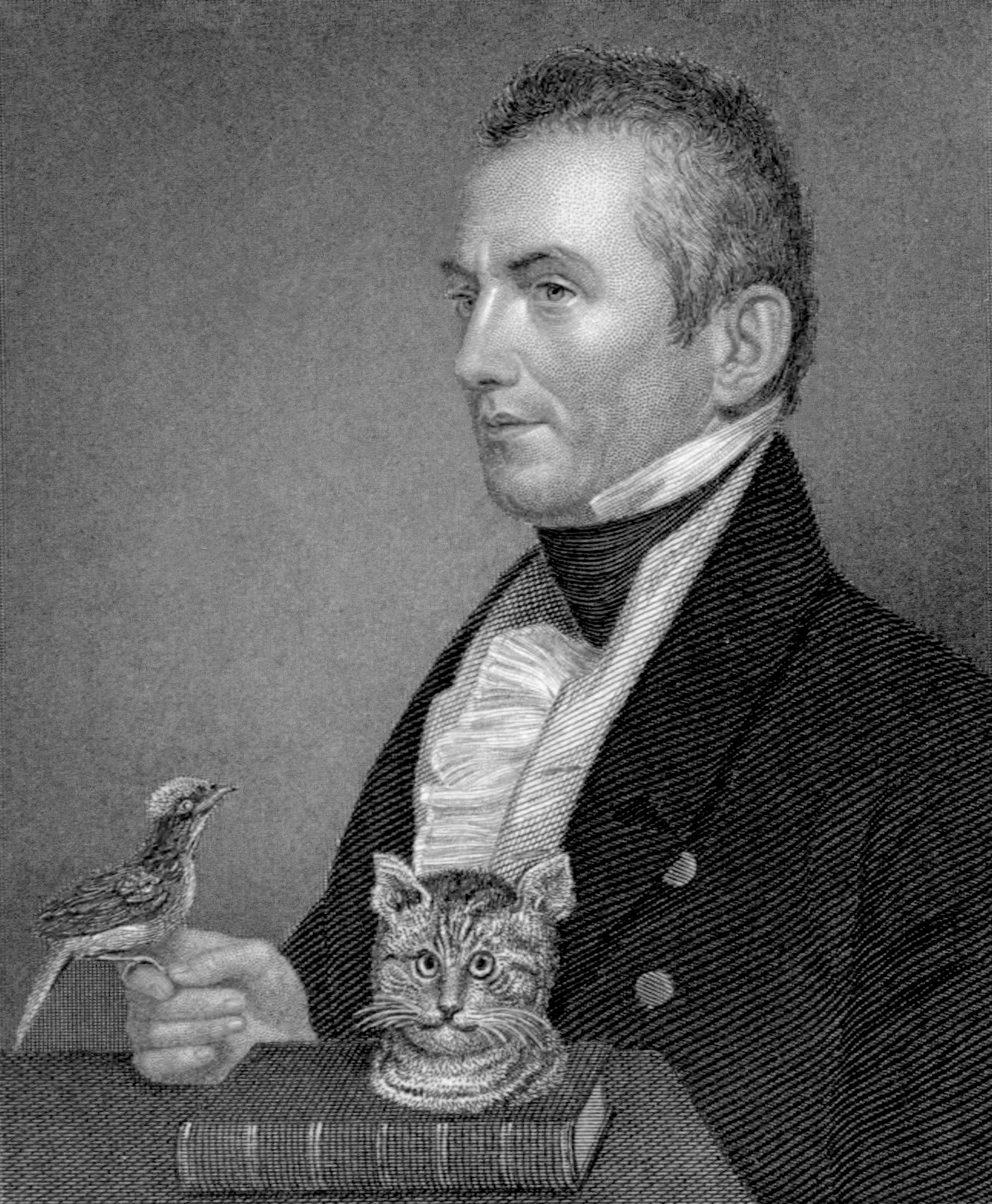
찰스 워터턴은 1821년 최초의 천연보호구역을 설정하였다.

동물을 위한 보호 구역을 설정하고 관리한다고 볼 수 있는 문화적 관행은 고대로 거슬러 올라가는데, 기원전 3세기 스리랑카의 데바남피야 티사 왕이 세계적으로 이른 시기의 야생동물 보호지역을 설정하였다. 초기의 보호 구역은 종종 종교적인 토대가 있었는데, 예를 들면 입장이 금지되고 사람이 들어가면 영적 위협을 받는다는 서아프리카의 '악마의 숲' 구역이 그러하다. 들어가서 물고기를 잡거나 사냥하는 것을 터부시하는 성역들이 전세계적으로 여러 고대 문화에서 알려져 있다.
근대적인 자연 보호 구역은 1821년 박물학자이자 탐험가인 찰스 워터턴이 웨스트 요크셔 월턴 홀에 위치한 그의 사유지 주변에 설정한 것이 최초이다. 그는 9,000 파운드를 들여 3마일(4,800여 m)의 길이에 9피트(91.4cm) 높이의 벽을 세워 그의 공원을 에워싸 밀렵으로부터 보호하였다. 그는 나무를 심어 새들을 불러들이고 나무 몸통을 오목하게 만들어 올빼미가 둥지를 틀게 하려 했다. 그는 또한 집에 찌르레기, 갈까마귀, 갈색제비 등을 수용하기 위해 인공의 새집을 발명했으며, 이탈리아로부터 금눈쇠올빼미를 들여오려 시도하였으나 실패했다.